# ジェルソン・モスケラ
ジェルソン・モスケラ・バルデラマール（Yerson Mosquera Valdelamar, 2001年5月2日 - ）は、コロンビア・アンティオキア県アパルタド出身のサッカー選手。プレミアリーグ・ウルヴァーハンプトン・ワンダラーズFC所属。コロンビア代表。ポジションはDF。

## クラブ経歴
ユース時代はアンティオキア県のチームを渡り歩き、2018年にアトレティコ・ナシオナルと契約。2020年シーズンにトップチームに昇格。10月のフロリダ・カップなどを経て、11月1日のミジョナリオスFC戦でプロデビュー。同月12日のアリアンサ・ペトロレラ戦でプロ初ゴールを記録。同シーズン終盤に先発に定着。2021年シーズンは開幕から先発隊起用された。
2021年6月17日、ウルヴァーハンプトン・ワンダラーズFCと5年契約を締結。9月23日のEFLカップのトッテナム・ホットスパーFC戦で先発で起用され、ウルブズデビューを果たすも、前半9分の場面で左足ハムストリングを負傷し、途中交代。手術になり全治まで5ヶ月を要するとされ、本格デビューは2022年に持ち越しになると報じられた。
2023年2月2日、FCシンシナティにレンタル移籍。
2024年1月23日、ビジャレアルCFにシーズン終了までのレンタル移籍で加入。

## 代表経歴
2019年からユース世代のコロンビア代表に招集されている。

## タイトル
FCシンシナティ
- サポーターズ・シールド: 2023